# Camí del Mas del Blasi
El Camí del Mas del Blasi és un camí del terme de Reus i en part del de Vila-seca, a la comarca del Baix Camp i el Tarragonès.
Condueix al Mas del Blasi, una masia molt coneguda al terme de Vila-seca, a les Comes. El Camí arrenca a Aigüesverds, com a continuació meridional del camí del Mas de Guardià, al final de la urbanització de Les Palmeres. Un tram porta el nom de camí d'Aigüesverds. A l'arribar al camí de Riudoms a Vilaseca, vora Mas Calbó, pren una direcció sud i al cap d'uns 400 metres entra en terme de Vila-seca. El mas que dona el nom al camí és com a 1 quilòmetre més enllà.